# Aaremilch
Die Aaremilch AG ist eine Schweizer Milchproduzentenorganisation mit Sitz in Lyss, wobei der Migros-Genossenschafts-Bund eine Beteiligung von 47,1 Prozent hält (Stand: 2024).

## Geschichte
Die Aaremilch AG geht zurück auf die 2007 von der LOBAG Genossenschaft, Landwirtschaftliche Organisation Bern und angrenzende Gebiete (2015 umfirmiert in den Verein Berner Bauern Verband) gegründete Lobag Milch AG mit Sitz in Ostermundigen. Die Genossenschaft hatte im Februar 2012 über die Auftrennung der Interessensvertretung und des Milchhandels entschieden. 2013 wurde die Firma in Aaremilch AG umbenannt und der Sitz nach Lyss verlegt. Aaremilch ist an der 2014 gegründeten Exportgesellschaft Lactofama beteiligt. 2018 hat Aaremilch die Mitgliedschaft des Berner Bauern Verbands bei den Schweizer Milchproduzenten (SMP) übernommen.
Im Juni 2022 wurde bekannt, dass sich Estavayer Lait (Elsa) mit 50 Prozent an der Aaremilch AG sowie an der Simmental Switzerland AG (siehe unten) beteiligen möchte. Die Verwaltung des Migros-Genossenschafts-Bundes und die Aktionäre der Aaremilch AG sowie die Wettbewerbskommission stimmten der Transaktion zu. Der ab 2013 amtierende Geschäftsführer Donat Schneider hat das Unternehmen per Ende Juni 2024 verlassen. Zuvor war Schneider seit 2006 Geschäftsführer des heutigen Berner Bauern Verbands. Reto Burkhardt, damaliger Leiter Kommunikation der Schweizer Milchproduzenten, hat Schneider indes bereits auf den 1. März 2023 als Geschäftsführer abgelöst. Schneider wiederum wird per 1. Juli 2025 Direktor von Proviande, der Branchenorganisation der Schweizer Fleischwirtschaft. Im März 2025 wurde bekannt, dass Burkhardt das Unternehmen per sofort verlässt.
Aaremilch gehört zu den Aktionären des Milchverarbeitungsunternehmens Cremo.

### Naturparkkäserei Diemtigtal
Im März 2018 wurde mit dem Bau einer Naturparkkäserei in der Gemeinde Diemtigen begonnen und Elsa investierte gemeinsam mit der Migros Aare in eine Milchabfüllanlage. Rund 90 Prozent des Käses sollen in den Export gehen. Die Naturparkkäserei Diemtigtal AG vermietet die Käserei an die Simmental Switzerland AG und an Elsa. Ende Mai 2021 wurde bekannt, dass sich die Migros Aare mit 23 Prozent an der Naturparkkäserei Diemtigtal AG beteiligt, die Milchabfüllanlage ausgebaut und neu auch Biomilch abgefüllt wird. Die Aaremilch AG hielt einst 77 Prozent der Aktien, nachdem zwischenzeitlich 23 Prozent von der holländischen Firma Royal A-Ware gehalten worden waren. Inzwischen hält die Migros Aare eine Beteiligung von 59,3 Prozent (Stand: 2024).

### Simmental Switzerland
Die Simmental Switzerland AG wurde als Tochtergesellschaft der Aaremilch AG gegründet und wurde nun vollständig von der Elsa übernommen. Die Käserei stellt auch Switzerland Swiss, einen foliengereifter Grosslochkäse aus Silomilch, her, welcher u. a. als M-Budget-Käse unter dem Namen «Simmentaler» bei der Migros verkauft wird. Da Migros angekündigt hat, dass sie bis Ende 2021 schweizweit sämtliche Trinkmilchen (ausser Bio und Demeter) auf IP-Suisse-Wiesenmilch umzustellen will, werden derzeit Produzenten u. a. bei der Aaremilch AG gesucht. Die Verarbeitung der Wiesenmilch erfolgt am Standort Estavayer, diejenige für die Migros Aare wird direkt in der Naturparkkäserei Diemtigtal abgefüllt und zusätzlich mit dem Label «Aus der Region.» vermarktet.

## Mitglieder
Mitglieder der Aaremilch AG sind rund 1600 Milchproduzenten, 50 Käsereien und Molkereien aus der Region Bern, Freiburg, Neuenburg und Luzern. Die Milchproduzenten sind in 10 regionalen Milchringen zusammengeschlossen.

## Kritik
Die vertikale Integration der Migros wird von Boris Beuret, Präsident der Schweizer Milchproduzenten sowie der MIBA Genossenschaft, kritisch gesehen. Die Beteiligung der Migros schwäche die Position der Produzenten.